# Stade Marcel Picot

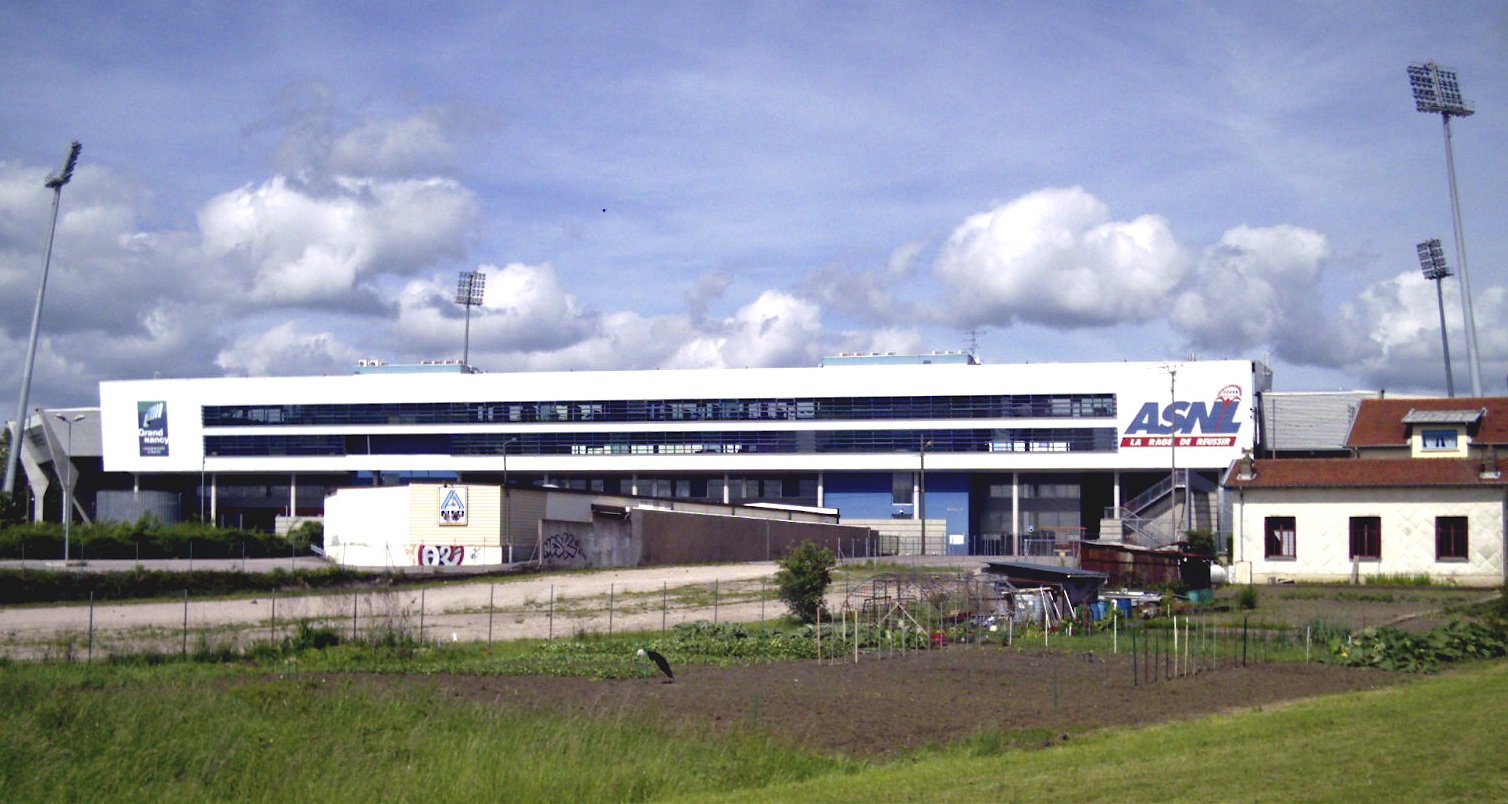
Stade Marcel Picot

Stade Marcel Picot – stadion piłkarski położony we francuskim mieście Tomblaine. Stadion został zbudowany w 1926 roku. W latach 1926–1963 nazywał się Parc des Sports du Pot d'Essey, a później został przemianowany na Stade Marcel Picot. Obecnie swoje mecze na nim rozgrywa drużyna AS Nancy. W 2003 roku stadion został gruntownie przebudowany i zmodernizowany, dzięki czemu obecnie może pomieścić 20,087 osób i jest w całości zadaszony.
Stadion nie ma bieżni olimpijskiej, ale za to jest na nim zainstalowana hybrydowa, podgrzewana murawa o wymiarach 105 na 68 metrów. Właścicielem obiektu jest metropolia Grand Nancy.